# أعط الأفضلية

المعيار الدولي.

أعط الأفضلية، في النقل البري تشير هذه اللافتة المرورية إلى أنه ليس لك حق الأسبقية، أي يجب على كل سائق أن يستعد للتوقف إذا لزم الأمر، لإفساح الطريق للمركبات المُقْبِلَة من الشارع المقاطع.

## معرض صور

الإمارات العربية المتحدة
البحرين
الكويت
المغرب
تونس
قطر